# Abdel Azim Ashry
Pour les articles homonymes, voir Azim.
Abdel Azim Ashry (né le 31 octobre 1911 en Égypte – décédé le 2 mars 1997 en Égypte) était un joueur, arbitre et dirigeant de basket-ball égyptien. Il évolue dans le championnat d'Égypte de basket-ball dans les années 1930 et 1940. À l'issue de sa carrière de joueur, il devient arbitre, intervenant lors des Jeux olympiques 1948 (arbitrant la finale USA-France), au championnat du monde 1950 (dont la finale Argentine-USA), aux Jeux olympiques 1952 (dont la finale USA-URSS) et championnat du monde 1954 (dont la finale USA-Brésil). Par la suite, il devient président de la Fédération égyptienne de basket-ball de 1972 à 1985, président du Comité olympique égyptien de 1978 à 1984 et secrétaire général de l'AFABA (devenue FIBA Afrique) entre 1965 et 1997. Il est intronisé au FIBA Hall of Fame pour sa contribution au basket-ball en 2007, à titre posthume.